# 1801 Titicaca
1801 Titicaca este un asteroid din centura principală, descoperit pe 23 septembrie 1952, de Miguel Itzigsohn.